# Andrej Hryc
Andrej Hryc (ur. 30 listopada 1949 w Bratysławie, zm. 31 stycznia 2021 tamże) – słowacki aktor teatralny, telewizyjny i filmowy. Wystąpił w ponad pięćdziesięciu filmach od 1972 roku.
Po 1989 roku założył niezależną stację radiową Twist. Prowadził ją do 2004 roku. Zmarł na białaczkę 31 stycznia 2021 roku, miał 71 lat.

## Filmografia
- 1972: Nikogo nie ma w domu jako malarz
- 1976: Gdybym miał dziewczynę jako Oliver
- 1977: Poza prawem jako szofer Belko
- 1978: Opustoszały dziedziniec jako Gabo
- 1980: Dzieci jutra jako Edoš
- 1984: Słodkie kłopoty jako Fero Balucha
- 1985: Zapomnijcie o Mozarcie jako Deml
- 1986: Cena odwagi jako Peter Vanák
- 1986: Uciekajmy, nadchodzi! jako Hadži Rawall
- 1986: Kalosze szczęścia jako major
- 1987: Piegowaty Max i duchy jako kowal Hufschmied
- 1988: Przyjaciel na niepogodę jako Bureš
- 1989: Siedzę na gałęzi i jest mi dobrze jako prokurator
- 1989: Dynamit jako gospodarz
- 1990: W porannej mgle jako kapitan Hajčík
- 1991: Złodzieje jako Lajný
- 1993: Nowe szaty cesarza jako major
- 1994: Namiętny pocałunek jako Mario
- 1996: Pasaż jako szef
- 1998: Rzeki Babilonu jako Rácz
- 2001: Ucieczka do Budapesztu jako Dubec
- 2008: Ubogie święta
- 2008: Bathory
- 2010: Młyn Habermana jako Hartl
- 2011: Drań 2 jako Horváth
- 2013: Colette jako Kápo Fritz
- 2013: Historia ojca chrzestnego jako Farkaš
- 2014: Mąż na godziny
- 2017: Linia jako Peter Bernard
- 2018: Czarodziej Żytko jako Hrdoslav